# Rebecca Cohen Henriquez
Rebecca Cohen Henriquez (Willemstad, 9 juli 1864 – aldaar, 23 mei 1935), ook bekend als Shon Beca Cohen Henriquez, speelde een belangrijke rol in het sociale en culturele leven van Curaçao. Zij was de oprichter van Entre Nous, de eerste vrouwensociëteit van Curaçao, en was onder andere initiatiefnemer voor de aanleg van het Koningin Wilhelminapark in Willemstad. Cohen-Henriquez werd in 1932 als eerste vrouw op Curaçao benoemd tot Ridder in de Orde van Oranje-Nassau.

## Jeugd en opvoeding
Rebecca Cohen Henriquez was de dochter van Esther en Salomón Cohen Henriquez; zij was het jongste kind van zes. Haar familie maakte deel uit van de welvarende Sefardische joodse gemeenschap in de Nederlandse Antillen; de familie had wortels op het Iberisch schiereiland en was in 1681 vanuit Amsterdam naar Curaçao geëmigreerd. Haar vader was de advocaat-generaal van de kolonie Curaçao. 
Cohen Henriquez hoorde bij de eerste generatie vrouwen die op Curaçao onderwijs konden volgen. Daarvoor was het niet gebruikelijk dat meisjes naar school gingen. Ze ging naar het Colegio Smith en daarna naar de privémeisjesschool Colegio Colonial. Op de school werd onderwijs gegeven in het Spaans. Cohen Henriquez kreeg les in astronomie, etiquette, aardrijkskunde, talen (Nederlands, Engels en Frans), wiskunde, religie, lezen en schrijven. Haar vader gaf haar les in filosofie en Nederlandse letterkunde.

## Sociaal werk

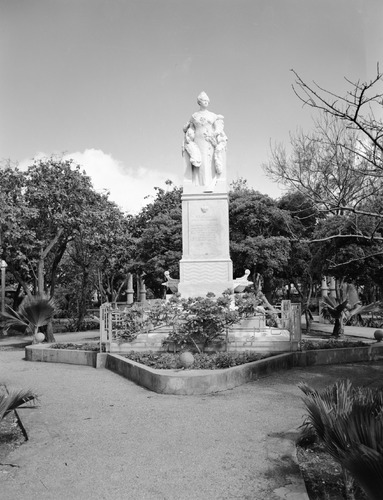
Het standbeeld van koningin Wilhelmina dat op initiatief van Rebecca Cohen Henriquez in het Wilhelminapark in Willemstad (Curaçao) werd geplaatst.

Het verrichten van betaald werk was voor vrouwen uit haar sociale klasse niet acceptabel. Toen Cohen Henriquez van school kwam ging ze zich inzetten voor liefdadigheid en maatschappelijk werk, zoals het verstrekken van voedsel en financiële steun aan de armen. Ook zette ze zich in voor hulp bij rampen en orkanen. Ze organiseerde bazaars om geld in te zamelen en verkocht daar zelfgemaakt schilderwerk en borduurwerk.
In 1895 richtte Cohen Henriquez met veertien oud-leerlingen van het Colegio Colonial de eerste vrouwensociëteit van Curaçao op die de naam Entre Nous kreeg; zij werd ook voorzitter. De meeste oprichters kwamen uit de joodse gemeenschap. Entre Nous hield zich bezig met sociale projecten en organiseerde culturele evenementen zoals literaire avonden en muziekrecitals. 
De vrouwen van Entre Nous kwamen met het initiatief voor de aanleg van het Koningin Wilhelminapark in de Punda, een wijk in het centrum van Willemstad. Zij waren ook verantwoordelijk voor de verdere ontwikkeling, financiering en uitvoering van dit plan. In 1899 werd begonnen met de aanleg en in 1901 werd het park officieel geopend; het was het eerste openbare park in de stad en werd al snel een sociale ontmoetingsplek voor de elite van Willemstad. De muziekkoepel werd regelmatig gebruikt voor optredens met muziek, zang of literaire voordracht.
In 1930 besloten Cohen Henriquez en Entre Nous het park op te knappen ter ere van de vijftigste verjaardag van koningin Wilhelmina. Zij wisten voldoende fondsen te werven om een standbeeld van de koningin te laten maken door de Florentijnse beeldhouwer Pietro Ceccarelli. Het werd onthuld tijdens een ceremonie op 19 januari 1933. Cohen Henriquez en Entre Nous kregen veel waardering voor hun werk en voor het feit dat zij zich altijd bescheiden opstelden en zich verre hielden van 'modern vrouwengedoe'.
In 1902 kreeg Cohen Henriquez toestemming van de Nederlandse kroon om een Venezolaanse onderscheiding te aanvaarden (Orde van de Bevrijder, vierde klasse). In 1932 werd ze als eerste vrouw op Curaçao benoemd tot ridder in de Orde van Oranje-Nassau.

## Overlijden
Cohen Henriquez bleef tot haar dood voorzitter van Entre Nous. Zij overleed op 71-jarige leeftijd na een korte ziekte.